# Szövetségért Érdemjel
A Szövetségért Érdemjel a honvédelmi miniszter által adományozható kitüntetés, átadásának részleteit a 15/2013. (VIII. 22.) HM rendelet szabályozza.  A Szövetségért Érdemjel a Magyar Honvédség korszerűsítése, harckészültségének erősítése, a honvédek felkészítése terén a közös feladatok megoldása érdekében huzamos időn át végzett áldozatkész tevékenység elismerésére külföldi személyeknek adományozható.
A Szövetségért Érdemjel évente legfeljebb 20 fő részére adományozható.